# Percentage in point
Percentage in point, pip – minimalna jednostka zmiany kursu walutowego lub ceny instrumentu, o jaką porusza się rynek; podstawowa jednostka, która pozwala określić wartość zysku lub straty konkretnej transakcji.
Większość par walutowych jest notowana do czterech miejsc po przecinku, pip jest tutaj jedną dziesięciotysięczną takiej notacji. Czyli w przypadku pary walutowej EUR/USD (euro do dolara) zmiana kursu walutowego z 1,4000 do 1,4010 jest jednoznaczna ze wzrostem kursu o 10 pipsów. Istnieją przypadki kursów gdzie zmiana ta sięga trzeciego miejsca po przecinku (np. japoński jen). Dla pary EUR/JPN zmiana o 10 pipsów jest równoznaczna ze zmianą kursu np. z wartości 140,000 do 140,010 lub do 139,990 w zależności od kierunku.